# Elezioni legislative nei Paesi Bassi del 1917
Le elezioni legislative nei Paesi Bassi del 1917 si tennero il 5 e il 15 giugno per il rinnovo della Tweede Kamer.

## Risultati
| Liste                                                   | Voti | % | Seggi |
| ------------------------------------------------------- | ---- | - | ----- |
| Lega Generale delle Unioni Elettorali Romano-Cattoliche |      |   | 24    |
| Unione Liberale                                         |      |   | 21    |
| Partito Socialdemocratico dei Lavoratori                |      |   | 15    |
| Partito Anti-Rivoluzionario                             |      |   | 12    |
| Lega dei Liberali Liberi                                |      |   | 10    |
| Unione Cristiana-Storica                                |      |   | 9     |
| Lega Libero-Democratica                                 |      |   | 8     |
| Altri                                                   |      |   | 1     |
| Totale                                                  |      |   | 100   |